# Colostygia costijuncta
Colostygia costijuncta là một loài bướm đêm trong họ Geometridae.